# Greg Graham
Gregory Lawrence Graham, detto Greg (Indianapolis, 26 novembre 1970), è un ex cestista e allenatore di pallacanestro statunitense, professionista nella NBA e in Svezia.

## Carriera
È stato selezionato dagli Charlotte Hornets al primo giro del Draft NBA 1993 (17ª scelta assoluta).

## Palmarès
- McDonald's All-American Game (1989)